# Poblat ibèric de la Cadira del Bisbe
El poblat ibèric de la Cadira del Bisbe és un jaciment arqueològic situat a Premià de Dalt, al Maresme, inclòs a l'Inventari del Patrimoni Arqueològic i Paleontològic de Catalunya.
Es tracta d'un assentament iber establert a la falda del Turó de la Cadira del Bisbe (300 m), a la Serralada de Marina, que fou fundat per la tribu dels laietans cap a finals del segle v aC. Degué tenir el seu moment de màxima puixança entre els segles V i III aC i fou abandonat cap al segle i aC.
El nucli de l'assentament estava distribuït en terrasses per salvar el desnivell. El poblat estava emmurallat i tenia una torre defensiva, la seva desaparició es data cap a l'any 200 aC amb l'arribada dels romans.

## Història arqueològica

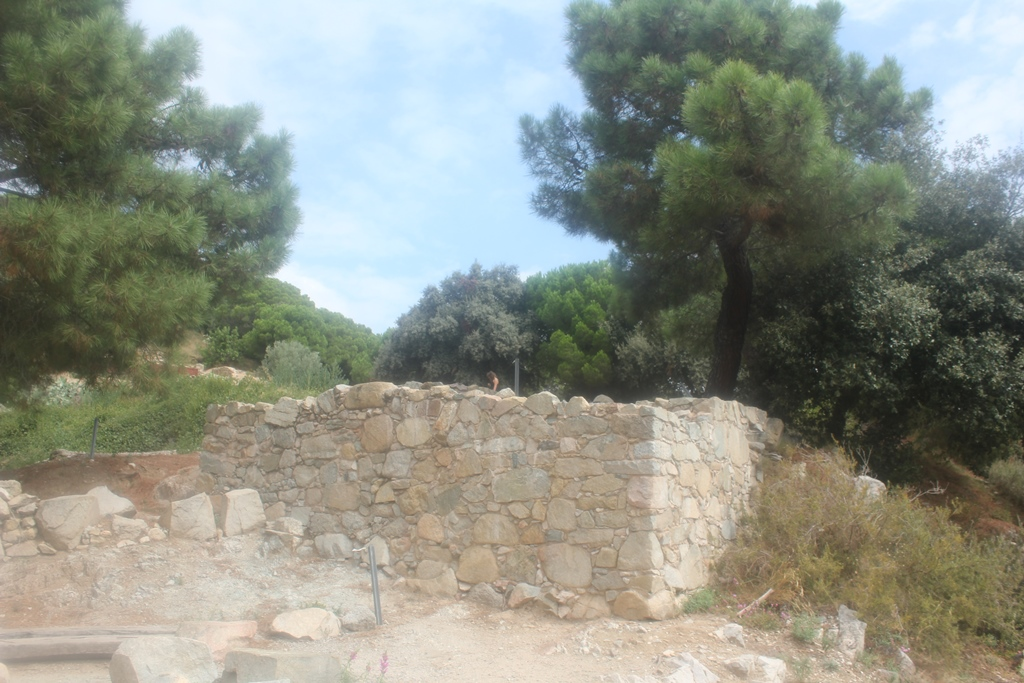
Torre defensiva

Fou descobert el 1929 per Joaquim Folch i Torres. Als anys 70 es van iniciar les excavacions, amb les quals es van descobrir restes de diversos habitatges, un carrer empedrat i nombroses mostres de ceràmica. Des de llavors, ha estat objecte d'excavacions per diferents associacions durant diverses campanyes arqueològiques.